# Kid vs. Kat
A Kid vs. Kat egy kanadai rajzfilmsorozat. Magyarországon a Disney Channel vetítette 2009-2011 között. A sorozat egy tízéves fiú – Coop Burtonburger – és egy fiatal Szfinx/kanadai űrmacska állandó harcáról szól.

## Kezdetek
A Cartoon Network sugározta először Kid vs. Kat-et 2008. március 7-én az Egyesült Államokban pénteken 08:00-kor. Kanadában, a sorozat premierje 2009. február 13-án a YTV-n szombaton 09:00-kor volt.

## Szereplők
- Kat – valójában egy űrlény, aki úgy néz ki, mint egy szfinx cica. Mint kóbor macskát, Millie Burtonburger fogadta örökbe. Kat utálja Coop-ot, mert őt okolja azért, hogy a földön ragadt, ugyanakkor néha összetartanak, amikor mindkettejüket veszély fenyegeti.
- Coop Burtonburger – egy tízéves fiú. Tudja, hogy Kat gonosz. Nem keresi a bajt, de gyakran belekeveredik valamibe, mikor megpróbálja bebizonyítani, hogy Kat gonosz. Coop úgy gondolja, hogy Kat világuralomra tör, holott ő csak szeretne visszajutni a hazájába, vagy élelmet küldeni oda. Coop apja, (Burt) gyakran gondolja a fiáról, hogy elmebeteg, mert Kat-et gonosznak hiszi. Egyedül Dennis és Fiona hisz benne. Magyar hang: Markovics Tamás
- Fiona – A 2. széria legújabb szereplője, egy részben szerepel. Munson néni déd déd déd déd déd unokája, aki nem szereti ha Burtonburger-ekkel van, egyáltalán, szóba áll velük. Coop szerelmes belé. Fiona nagyon szeret focizni és tud is játszani. Egy kicsit "fiús" a stílusa. Szőke haja van lófarokba fogva, türkiz szeme, és szeplős.
- Mildred Millie Burtonburger – Coop kishúga és Kat gazdája. Imádja Kat-et, de olyan hangossá tud válni, hogy az egész város hallja. Ő a fő manipulátor, az apját bármire rá tudja venni. Millie utálja Phoebe-t, mindig "versenyzik" vele, ha tud – lásd "You'll be Show Sorry"- című epizódban. Millie-nek hullámos fekete haja van hátul lófarokba fonva, és egy piros keretes szemüveget visel.
- Burt Burtonburger – Coop és Millie apja. Stresszeli, hogy a "viselkedni nem tudó" Coop apjaként emlegetik. Övé a Csereház (House of Swap), a város egyik csere üzlete. Magyar hang: Megyeri János
- Dennis – Coop legjobb barátja. Egy nap a különbség Dennis és Coop születésnapja között, és mindig ugyanazon ajándék után sóvárognak. Barna haja és barna szeme van. Magyar hang: Bartucz Attila
- Munson néni – egy kíváncsiskodó idős asszony, Burtonburgerék szomszédja. Van egy unokája Fiona. Goromba mindenkivel szemben, utálja a gyerekeket, Millie-t viszont szereti. Ha Kat valami rosszat tesz, de Coop marad hoppon, mindig ordít: "BURTONBURGER!" Szereti a kertitörpéket, tele van a kertje velük. Magyar hang: Bókai Mária
- Phoebe – Coop osztálytársa. Nagyon szerelmes Coop-ba, és ezzel az őrületbe kergeti. Megveti Millie-t, részben, mert Kat gazdája, neki pedig egy kövér fehér macskája van – Honeyfluff – rózsaszín masnival a farkán. Phoebe-nek vörösesbarna haja és barna szeme van. Magyar hang: Fésűs Bea
- Henry – Dennis apja, ugyanolyan a hajviselete, mint a fiáé. Ő és Burt állandóan versenyeznek egymással.